# Liselott Linsenhoff
Liselotte Cornelia Wilhelmine Antonie „Liselott” Linsenhoff (ur. 25 sierpnia 1927 we Frankfurcie nad Menem, zm. 4 sierpnia 1999 w Antibes) – niemiecka jeźdźczyni sportowa, wielokrotna medalistka olimpijska. 
Startowała w ujeżdżeniu. Na igrzyskach debiutowała w 1956 i od razu zdobyła dwa medale, w tym brąz w konkursie indywidualnym. Kolejny raz w ekipie olimpijskiej pojawiła się w 1968 i tym razem wywalczyła złoto w drużynie. Dokonała tego jako pierwsza kobieta w historii jeździectwa. Cztery lata później zwyciężyła – także jako pierwsza kobieta – w konkursie indywidualnym.
Jej córka Ann Kathrin Linsenhoff była mistrzynią olimpijską w drużynowym konkursie ujeżdżenia w 1988. 

## Starty olimpijskie (medale)
Melbourne (Sztokholm) 1956
- konkurs indywidualny (na koniu Adular) – brąz
- konkurs drużynowy (Adular) – brąz

Meksyk 1968
- konkurs drużynowy (Piaff) – złoto

Monachium 1972
- konkurs indywidualny (Piaff) – złoto
- konkurs drużynowy (Piaff) – srebro